# Jacek Kłoczko
Jacek Kłoczko (ur. 6 maja 1969) - fotografik, fotograf prasowy. Jeden z czołowych fotografów Artystycznej Formy Handlowej specjalizujący się w sesjach dla pism reklamowych sieci handlowych oraz czasopism młodzieżowych. Jego zdjęcia publikowane są także w międzynarodowych pismach i portalach poświęconych modzie. Współpracuje z wieloma agencjami promocyjnymi, m.in. PRISMA PRESSE. Na swoim koncie ma liczne wystawy w Polsce i za granicą, wśród których na szczególną uwagę zasłużyła wystawa w galerii Valerie Merlet, w Paryżu - zatytułowana "Nouvelle Varsovie" - uhonorowana pierwszą nagrodą w prestiżowym konkursie National Geographic France.